# Sütterlin
Sütterlin (em alemão Sütterlinschrift) é um sistema de escrita cursiva germânico baseado nas antigas letras Blackletter, conhecidas erroneamente como góticas. Foi criado em 1911 por Ludwig Sütterlin, um professor e designer alemão, sob requerimento do ministro da Cultura da Prússia, e era usado até a segunda guerra, quando foi substituído para evitar problemas de comunicação entre os nazistas. As letras de Sütterlin ainda são usadas como símbolos na matemática.
Atualmente, há muita discussão sobre a origem e o desenvolvimento do sistema de escrita do alemão antigo. Existem diversas correntes diferentes falando sobre isso. Para  esclarecer  as origens e o desenvolvimento da Antiga Escrita Alemã, desde os seus primórdios, na primeira metade do século XVI, até a sua terminação como sistema de escrita  Sütterlin (em alemão Sütterlinschrift) em 1941 .

## O sistema de escrita alemão e o sistema de escrita "Kurrent"
O sistema de escrita Kurrent, que é comumente conhecido como "The Old German Script", evoluiu a partir da letra cursiva gótica no início do século XVI. O cursivo gótico estava em uso em grande parte da era medieval e se transformara em um número impressionante de diferentes estilos de escrita. A necessidade de uma caligrafia uniforme e legível levou muitos importantes mestres da escrita ao desenvolvimento do Kurrent, um roteiro que logo foi adotado por muitas chancelarias porque era bonito, rápido de escrever e comparativamente legível.
Estas vantagens proporcionaram o uso generalizado da Kurrent como uma caligrafia diária. Nos duzentos anos seguintes, os estilos de escrita tornaram-se cada vez mais padronizados, de modo que no final do século XVIII a forma “moderna” do Kurrent foi estabelecida. 

## Sütterlin vs. "Kurrent"

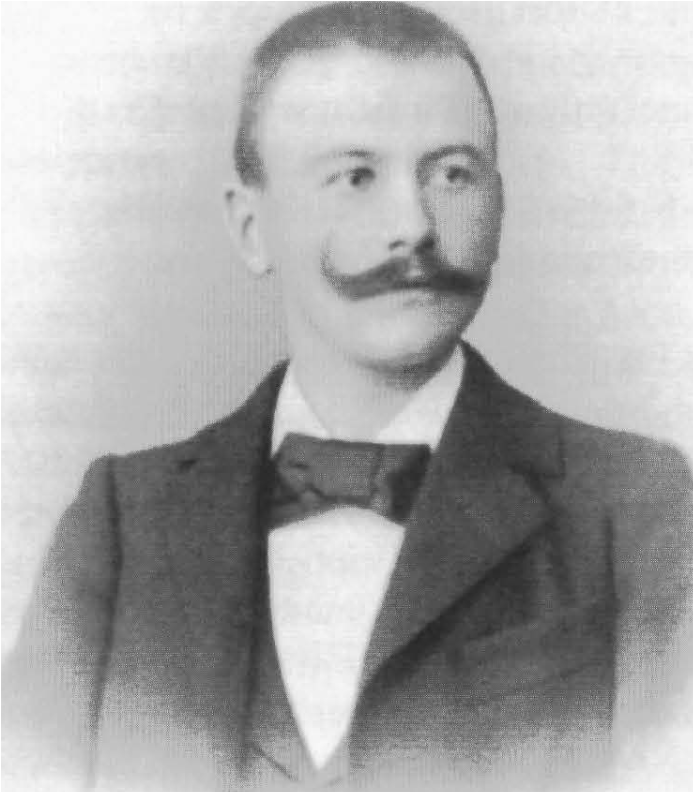
Karl Ludwig Sütterlin

Qualquer um que tenha tentado utiliza-lo, constatará que o  sistema de escrita clássico do Kurrent é muito difícil de escrever. Existem muitos ângulos agudos, linhas retas e mudanças abruptas de direção. Para dar aos alunos um começo mais fácil na arte de escrever, o artista gráfico vienense Ludwig Sütterlin (1865-1917) desenvolveu uma forma de Kurrent que consistia em curvas largas e muito poucos ângulos agudos.
Ele pretendia que fosse um roteiro básico no qual os alunos desenvolvessem sua caligrafia individual. Este Kurrent Sütterlin foi aceito como roteiro padrão em todas as escolas na Prússia em 1915, e desde 1920, começou a substituir o estilo de escrita  similar anterior .
Em 1934, foi firmemente estabelecido em praticamente todas as escolas alemãs.  Em 1935, tornou-se oficialmente parte do currículo como "Escrita Ariana".
O Sütterlin Kurrent é a caligrafia lembrada pela geração alemã mais antiga. Como todos os tipos Fraktur e Kurrent, a maioria desapareceu depois de 1941.

## Porque o script alemão desapareceu
Após a virada do século, a Kurrent, bem como sua contraparte impressa, Fraktur, declinou em popularidade. À medida que a sociedade alemã se tornava mais cosmopolita, via o estilo nacional da escrita como antiquado e feio.
Consequentemente, o estilo humanista Antiqua, tanto em sua forma impressa como escrita, tornou-se cada vez mais na moda. Isso, naturalmente, mudou com a ascensão do regime nazista.
Antiqua e escrita latina foram declarados "não-alemães" e "não-arianos". Apenas caracteres Fraktur e góticos deveriam ser considerados "alemães". Como resultado dessa política, muitos desenhos apócrifos góticos e de Fraktur surgiram, todos eles comumente conhecidos como “Schaftstiefel Grotesk.” (Jackboot Sans-Serif)
Em 1941, no entanto, Hitler ordenou uma reversão completa da política existente e emitiu um decreto curioso, assinado por Martin Bormann, denominado "Letras dos Judeus da Suábia" declarando Fraktur e Kurrent como sendo de "origem judaica" e, portanto, tabu.
O motivo para essa mudança súbita é facilmente entendido. A administração alemã dos países ocupados descobrira que o Fraktur e a escrita alemã formavam uma verdadeira barreira de comunicação com os povos da Polônia, França, Holanda, Bélgica, Iugoslávia, Grécia e partes da União Soviética. Alemão ou não, precisava ser abolido.
A máquina de propaganda nazista foi encarregada de construir o apoio público para a decisão, mas aparentemente ela se engasgou com esse raciocínio nazista. Nenhuma menção do pedido é feita nos jornais oficiais para os seis meses seguintes.
No início do ano escolar de 1942, uma razão mais plausível foi encontrada, e o Reichsminister para a Educação elogiou a nova política como a criação de um novo roteiro padrão, mais adequado como base para uma caligrafia individual.
O Völkischer Beobachter (o jornal oficial do partido nazista) concordou, reclamando que as crianças verdadeiramente  alemãs tinham que aprender oito alfabetos diferentes (Fraktur, Kurrent, Antiqua e Latin Script, letras maiúsculas e minúsculas cada), que agora seriam reduzidas a quatro, tornando a aprendizagem muito mais fácil para as crianças. O resultado, em todo caso, foi que o Kurrent não era mais ensinado nas escolas.

## Proibição pelos aliados?
É um equívoco afirmar que as forças aliadas proibiram oficialmente o uso de Fraktur e Script. É, no entanto, concebível que os comandantes locais preferissem que as comunicações fossem impressas na Antiqua.
Uma vez que os censores militares não-alemães não sabiam ler Fraktur e Kurrent, os alemães preveriam escrever sua correspondência no alfabeto latino para que fosse liberada mais rápidamente pelo controle aliado.
Após a Segunda Guerra Mundial,  algumas escolas alemãs ainda ensinavam o antigo Sütterlin  em aulas noturnas opcionais. Há pelo menos uma cartilha publicada pelo Governo da Alemanha Ocidental em 1954 intitulada: "Wer kann das lesen?", ou Quem pode ler isto?
A discriminação contra o Sütterlin só surgiu quando filmes, televisão e mídia impressa associaram-no ao Terceiro Reich - na medida em que, por algum tempo, qualquer fonte blackletter era considerada "Tipo Nazista".
Hoje, Sütterlin está experimentando um modesto ressurgimento nas mãos de designers progressistas que usam esses tipos de fontes interessantes principalmente em aplicações ornamentais.

## Curiosidades
Uma curiosidade é que o umlaut alemão surgiu de um sistema de escrita anterior (porém similar) ao Sütterlin, quando se esquecia de colocar o 'e' minúsculo, que parece duas barras paralelas, e o colocavam acima da letra.
Assim como a escrita blackletter, o Sütterlin tem algumas peculiaridades, como o s longo (ſ), e o ß, que surgiu da ligação do "s" longo com o "z", assumindo posteriormente, função de dois "s" seguidos.
Como é evidenciado na imagem da página, para qualquer um que não tenha um contato grande com o sistema de escrita, o Sütterlin é praticamente ilegível, mais até que os subtipos de blackletter.
1. ↑  Die blaue Fibel: Leitfaden für die Sütterlin- und die Deutsche Schreibschrift. Wilhelmshaven: Brune-Mettker Druck- und Verlagsgesellschaft. S.d. ISBN 3-930510-13-8
2. ↑  «Ludwig Sütterlin». Wikipedia (em inglês). 8 de janeiro de 2018
3. ↑  GLEIXNER, Otto; MÜLLER, Erika (1983). abc. illustrierte Handschriftfibel (em alemão). Freising: Frising Verlag. ISBN 3-88841-004-5
4. ↑  «What is Sütterlin Script / der Erste Zug». www.dererstezug.com. Consultado em 20 de abril de 2018
5. ↑  EBNER, Martin (5 de dezembro de 2015). «SÜTTERLIN-SCHREIBSTUBE KONSTANZ: NACHRICHTEN AUS DER VERGANGENHEIT» (em alemão). Südwestpresse. Consultado em 19 de abril de 2018
6. ↑  Cópia do Memorando de Bormann em Alemão

"Para atenção geral, em nome do Führer, faço o seguinte anúncio: É errado considerar ou descrever o chamado estilo gótico como um estilo alemão.

Na realidade, o chamado roteiro gótico consiste em letras judias da Suábia. Assim como mais tarde assumiram o controle dos jornais, com a introdução da impressão, os judeus que residiam na Alemanha assumiram o controle das impressoras e, assim, na Alemanha, asletras dos judeus da Suábia foram introduzidas à força.

Hoje, o Führer, conversando com Herr Reichsleiter Amann e o editor Herr Adolf Müller, decidiu que no futuro o estilo Antiqua deve ser descrito como roteiro normal.

Todos os materiais impressos devem ser gradualmente convertidos para este script normal. Assim que for viável em termos de livros didáticos, somente o roteiro normal será ensinado nas escolas nunicipais e do estado.

O uso das letras dos judeus da Suábia  pelos oficiais cessará no futuro; certificações de nomeação para funcionários, placas de rua e assim por diante serão produzidas no futuro apenas em roteiro normal.

Em nome do Führer, Herr Reichsleiter Amann converterá no futuro os jornais e periódicos que já têm distribuição estrangeira, ou cuja distribuição estrangeira é desejada, para roteiro normal ".